# José Santamaría
José Emilio Santamaría Iglesias (Montevideo, 31 luglio 1929) è un allenatore di calcio ed ex calciatore uruguaiano naturalizzato spagnolo.
Difensore centrale, si affermò come uno dei migliori esponenti del ruolo tra gli anni cinquanta e sessanta.

## Carriera

### Club
Cominciò la propria carriera in patria, nel Club Nacional de Football; con la squadra di Montevideo vinse cinque campionati uruguaiani in nove anni.
Nel 1957, all'età di 28 anni, si trasferì a giocare in Spagna, acquistato dal Real Madrid. Messosi in luce al campionato del mondo 1954 in Svizzera, infatti, Santamaría era stato fortemente voluto dal presidente Santiago Bernabéu, al fine di rinforzare il reparto arretrato di una squadra che già annoverava in attacco elementi come Alfredo Di Stéfano, Ferenc Puskás e Francisco Gento.
La sua permanenza al Real fu nel segno della transizione tra la generazione delle "cinque coppe" (quella squadra che tra 1956 e 1960 aveva vinto cinque Coppe dei Campioni consecutive) e la generazione Yé-yé. Nell'arco di nove stagioni con il club delle Merengues, tra il 1957 e il 1966, totalizzerà 446 gare tra campionato e coppe, conquistando i trofei più importanti della sua carriera: 5 campionati spagnoli, 4 Coppe dei Campioni, una Coppa Intercontinentale.
Il 15 settembre 1966 prese parte all'ultima gara da professionista prima del ritiro dal calcio giocato.

### Nazionale
Fece il proprio esordio con la Nazionale uruguaiana nel 1952, e nei seguenti cinque anni disputò altre 19 gare, partecipando al campionato del mondo 1954 e al campionato sudamericano 1957.
Nel 1958, un anno dopo l'arrivo in Spagna, venne naturalizzato come oriundo, ottenendo quindi il permesso di vestire la maglia della Nazionale spagnola. Dopo il debutto in un incontro con l'Irlanda del Nord, giocò altre 15 gare, incluse quelle al campionato del mondo 1962 in Cile.

### Allenatore
Dopo il ritiro dall'attività ha allenato per sette stagioni (fra 1971 e 1978) l'Espanyol di Barcellona: miglior stagione la 1972-1973, terminata con il terzo posto in campionato.
Tra il 1980 e il 1982 è stato selezionatore della Nazionale spagnola: allenò, fra gli altri, Camacho, Juanito, Santillana e Quini, e condusse la squadra durante il campionato del mondo 1982 giocato in casa.

## Palmarès

### Competizioni nazionali
- Campionato uruguaiano: 5

Nacional: 1950, 1952, 1955, 1956, 1957
- Campionato spagnolo: 5

Real Madrid: 1957-1958, 1960-1961, 1961-1962, 1962-1963, 1963-1964
- Coppa di Spagna: 1

Real Madrid: 1961-1962

### Competizioni internazionali
- Coppa dei Campioni: 4

Real Madrid: 1957-1958, 1958-1959, 1959-1960, 1965-1966
- Coppa Intercontinentale: 1

Real Madrid: 1960